# وليد البناني

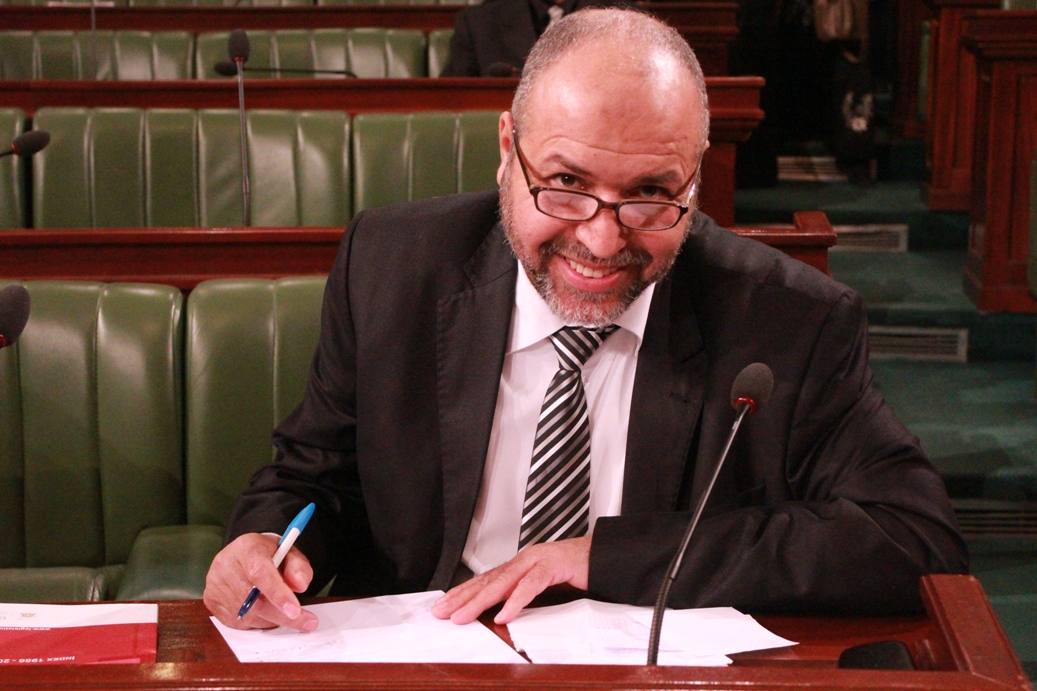
وليد البناني في المجلس التأسيسي.

وليد البناني (بالفرنسية: Walid Bennani)‏ ولد في 11 نوفمبر 1956 في القصرين، هو محامي وسياسي تونسي. كان نائب في المجلس الوطني التأسيسي ثم الآن نائب في مجلس نواب الشعب.

## السيرة الذاتية
تلقى شهادته في 1976 من المدرسة الوطنية للادارة، وعمل كمدير خدمة في وزارة النقل التونسية. باشر بعد ذلك دراسات في بلجيكا، أين تلقى شهادة في إدارة الأعمال.

يعتبر البناني من مؤسسي حركة الاتجاه الإسلامي التي أصبحت فيما بعد حركة النهضة، والتي أصبح رئيسها بين أكتوبر ونوفمبر 1991، وهو كذلك عضو المكتب التنفيذي فيها.

في 1981، حكم عليه ب5 سنوات سجن بتهمة انتمائه لحركة إسلامية، ثم ل50 سنة سجن وبعدها حكم عليه بالسجن المؤبد في 1992. لذلك غادر تونس ليقيم في بلجيكا، أين تحصل على اللجوء السياسي في فبراير 1992. طلب نظام زين العابدين بن علي تسليمه من قبل بلجيكا بسبب تهمه التي تتعلق بالإرهاب. عاد من منفاه في 2011 بعد الثورة التونسية، ليعود لنشاطه السياسي. ترشح البناني لانتخابات المجلس الوطني التأسيسي وذلك عن دائرة القصرين الانتخابية عن حركة النهضة وفاز بالمقعد.

في 2013، إتهمته الصحيفة البلجيكية لا موز (La Meuse) بكونه إسلامي خطير، وأنه كلف بلجيكا 000 324 يورو أثناء 18 عاما التي قضاها فيها.

## الحياة الخاصة
البناني متزوج ولديه ثلاثة أبناء.

## مقالات ذات صلة
- حركة النهضة (تونس)

## روابط خارجية
- السيرة الذاتية لوليد البناني على موقع مرصد المجلس الوطني التأسيسي التابع لمنظمة البوصلة.
- السيرة الذاتية لوليد البناني على موقع مرصد مجلس نواب الشعب التابع لمنظمة البوصلة.